# Групи Томпсона
У математиці під групами Томпсона (також відомі як Томпсонові групи або хамелеонові групи) маються на увазі три групи, зазвичай позначаються як F ⊂ T ⊂ V, які були впроваджені Ричардом Томпсоном в своїх неопублікованих рукописних замітках 1965 року. З цих трьох найбільш відомою та вивченою є F , яку часом називають безпосердньо групою Томпсона або Томпсоновою групою.
Томпсонові групи, зокрема F, відомі своїми незвичними властивостями, що зробило їх контрприкладами до багатьох загальних гіпотез у теорії груп. Всі три групи є нескінченними, та скінченно представленими. Групи T і V, є прикладами нескінченних, але скінченнопредставлених простих груп. Група F не є простою, проте її комутатор [F, F] такою є, і фактор F за цією підгрупою є вільною абелевою групою рангу 2. F є лінійно впорядкованою, має експоненційне зростання, і не містить підгрупи, ізоморфної вільній групі рангу 2. Відомо, що група F не є елементарно аменабельною. Якби F не була аменабельною, то це був би ще один контрприклад до спростованої
гіпотези фон Ноймана для скінченнопредставлених груп, яка припускала, що скінченнопредставлена група є аменабельною тоді й тільки тоді, коли не містить вільної групи рангу 2.
Higman, (1974) впровадив нескінченну родину скінченнопредставлених простих груп, де Томпсонова група V є лише окремим випадком.

## Задання
{\displaystyle F(p)} є природним узагальненням {\displaystyle F} і зберігає чимало її властивостей. Для {\displaystyle F=F(2)} існує скінченне задання:
{\displaystyle F=F(2)=\langle A,B\mid \ [AB^{-1},A^{-1}BA]=[AB^{-1},A^{-2}BA^{2}]=\mathrm {id} \rangle }
де {\displaystyle \left[x,y\right]} є комутатором, тобто {\displaystyle xyx^{-1}y^{-1}}.
Узагальнивши для {\displaystyle F(p)}, матимемо {\displaystyle p} твірних {\displaystyle x_{0},x_{1},x_{2},\dots \ ,x_{p-1}} і {\displaystyle p(p-1)} визначальних співвідношень.
{\displaystyle F(p)} можемо також задати як:
{\displaystyle F(p)=\langle x_{0},x_{1},x_{2},\dots \ \mid \ x_{k}^{-1}x_{n}x_{k}=x_{n+p-1}\ \mathrm {,} \ k<n\rangle .}
При {\displaystyle F=F(2)} очевидно матимемо:
{\displaystyle F=F(2)=\langle x_{0},x_{1},x_{2},\dots \ \mid \ x_{k}^{-1}x_{n}x_{k}=x_{n+1}\ \mathrm {,} \ k<n\rangle .}
Нескінченне задання {\displaystyle F(2)} пов'язане зі скінченним як {\displaystyle x_{0}=A,x_{n}=A^{1-n}BA^{n-1}} для {\displaystyle n>0}. Аби визначити метрику слів (або ж довжину елемента) користатимемось саме скінченним представленням.

## Нормальна форма
Зі співвідношення {\displaystyle x_{k}^{-1}x_{n}x_{k}=x_{n+p-1}} можемо отримати, що довільний елемент {\displaystyle F(p)} подається в нормальній формі (НФ):
{\displaystyle x_{k_{1}}^{r_{1}}x_{k_{2}}^{r_{2}}\dots x_{k_{i}}^{r_{i}}x_{n_{j}}^{-s_{j}}\dots x_{n_{2}}^{-s_{2}}x_{n_{1}}^{-s_{1}}} , де {\displaystyle \ k_{1}<k_{2}<\dots <k_{n}\neq n_{j}>\dots >n_{2}>n_{1}}
Покажімо коректність для {\displaystyle F(2)}. Перетворивши визначальне співвідношення, маємо
(1) {\displaystyle x_{n}x_{k}=x_{k}x_{n+1}} та
(2) {\displaystyle x_{k}^{-1}x_{n}=x_{n+1}x_{k}^{-1}}
(1) гарантує, що ми завжди можемо впорядкувати {\displaystyle x_{k}}-ті за зростанням чи спаданням індексу (залежно від того, в якій частині розкладу ми знаходимось). (2) забезпечує обмінювання додатнього елемента і від'ємного, тим самим відсортовуючи всі додатні елементи в лівій частині, а від'ємні — в правій частині НФ.
Таке представлення буде єдиним, якщо накладемо додаткову вимогу:
щойно в розкладі елемента трапляються і {\displaystyle x_{i}}, і {\displaystyle x_{i}^{-1}}, то має бути {\displaystyle x_{i+1}} або {\displaystyle x_{i+1}^{-1}}
Оскільки інакше, завдяки (2) ми виконуватимемо обміннювання елементів {\displaystyle x_{i}} і {\displaystyle x_{i}^{-1}} з сусідніми, наближаючи їх один до одного доти, доки вони не стоятимуть поруч, і ми зможемо скоротити.

## Зсуви
Група F(p) дає змогу визначити зсув {\displaystyle \phi }, який переводить {\displaystyle x_{i}} в {\displaystyle x_{i+1}}. Такий зсув задовільняє умові {\displaystyle x_{0}^{-1}\phi (x)x_{0}=\phi ^{p}(x)} для всіх {\displaystyle x\in F(p)}.

## Інші задання

Томпсонова група F породжується подібними операціями над двійковими деревами. Тут L і T є вузлами, а A, B і R можуть бути замінені більш розгалуженими деревами.

Група F також зображується з погляду операцій на впорядкованих кореневих двійкових деревах, або як група шматковолінійних гомеоморфізмів одиничного відрізка, що зберігають орієнтацію, недиференційовні крапки мають диадичні координати і всі похідні є ступенями двійки.
Група F може також розглядатися як дія на одиничному колі, визначаючись двома кінцевими точками одиничного відрізка, а група T як група автоморфізмів кола, отриманих шляхом додавання гомеоморфізму x→x +1/2 mod 1 до F. У двійкових деревах це відповідає перестановці двох дерев під коренем. Група V отримується з Т додаванням розривного відображення, яке діє незмінним чином на напівінтервалі [0,1/2) та обмінює [1/2,3/4) і [3/4,1). У двійкових деревах це відповідає обміну двох піддерев під правим нащадком кореня (якщо він існує).